# Chlorophonia musica
La eufonia de La Española, antes denominada eufonia antillana (Chlorophonia musica), es una especie de ave paseriforme de la familia Fringillidae, perteneciente al género Chlorophonia, anteriormente situada en Euphonia. Es endémica de La Española.

## Distribución y hábitat
Se distribuye exclusivamente en las islas caribeñas de La Española (República Dominicana y Haití) y Guanaba.
Puede ser encontrada en una variedad de hábitats, que incluyen bosques húmedos y caducifolios y plantaciones de café sombreadas. Forrajea a lo largo de los bordes del bosque o en claros adyacentes perturbados, escencialmente apareciendo siempre que estén presentes especies de muérdago (Loranthaceae). Es registrada en varias zonas altitudinales, entre el nivel del mar y los 2300 m en Guanaba.

## Sistemática

### Descripción original
La especie C. musica fue descrita por primera vez por el naturalista alemán Johann Friedrich Gmelin en 1789 bajo el nombre científico Pipra musica; su localidad tipo es: «S. dominici = Santo Domingo».

### Etimología
El nombre genérico femenino «Chlorophonia» es una combinación de las palabra del griego «chloros» que significa ‘verde’ y del género Euphonia; y el nombre de la especie «musica» proviene del latín musicus, que significa ‘musical’, ‘músico’.

### Taxonomía
La presente especie, junto a Chlorophonia elegantissima y C. cyanocephala hacían tradicionalmente parte del amplio género Euphonia, pero estudios genético-moleculares evidenciaron que las tres formaban un «clado de capucha azul» más próximo del género Chlorophonia. Los autores, Imfeld, Barker & Brumfield (2020) propusieron la resurrección del género Cyanophonia para agruparlas. Sin embargo, tanto el Comité de Clasificación de Norte y Mesoamérica (N&MACC) como el Comité de Clasificación de Sudamérica (SACC) optaron por incluirlos en un género Chlorophonia ampliado.
Las anteriormente subespecies C. musica sclateri y C. musica flavifrons ya eran consideradas como especies separadas con base en las diferencias morfológicas por  las clasificaciones Aves del Mundo (HBW) y Birdlife International (BLI); lo que fue posteriormente reconocido por el Comité de Clasificación de Norte y Mesoamérica (N&MACC) en la Propuesta 2023-B-7, y seguido por las clasificaciones del Congreso Ornitológico Internacional (IOC) y Clements checklist/eBird. Es monotípica.